# Coquetier
Pour les articles homonymes, voir Coquetier (homonymie).

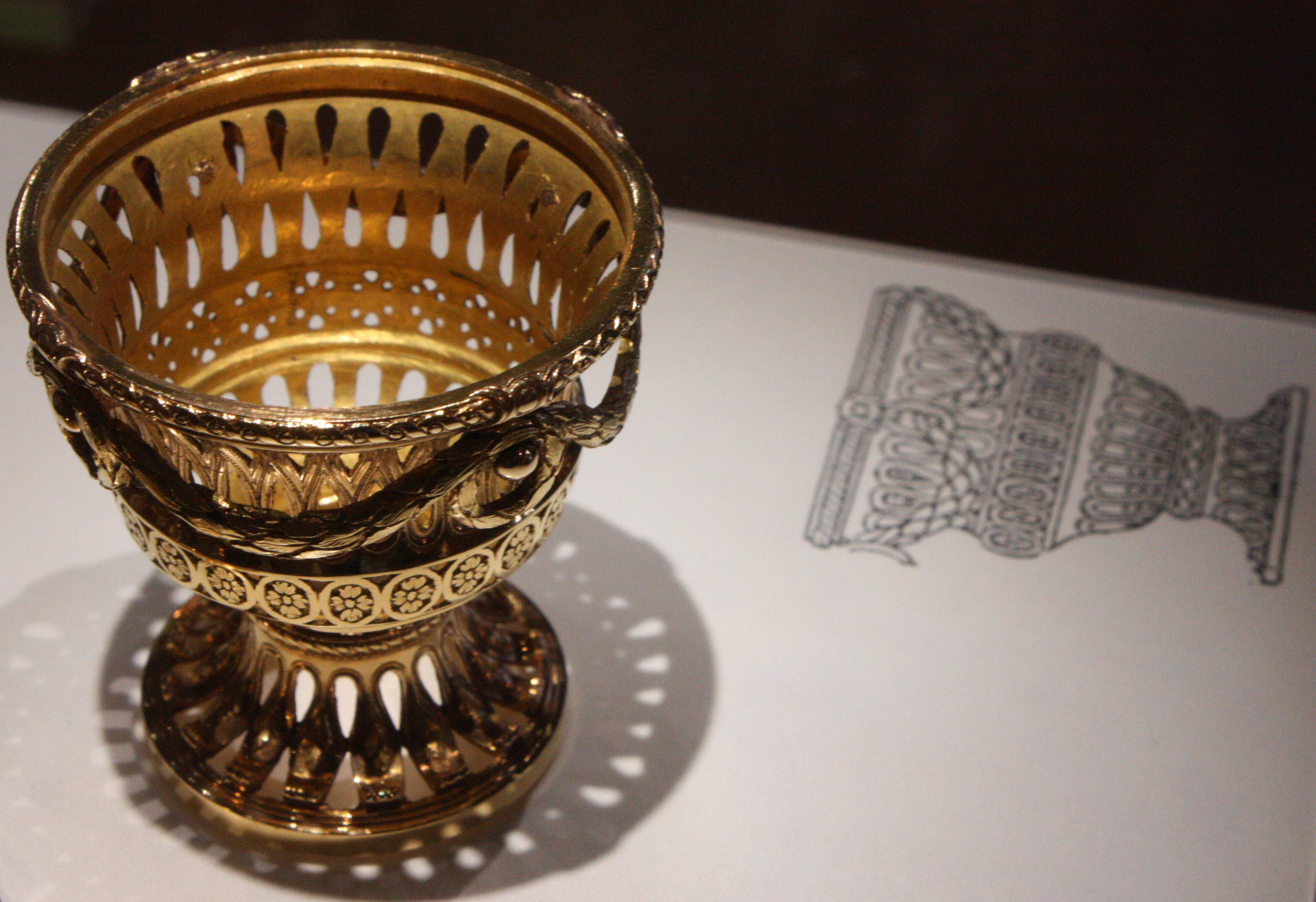
Coquetier en or produit vers 1762 à Paris, visible au Victoria and Albert Museum de Londres.

Un coquetier est un objet destiné à recevoir un œuf dur, mollet ou à la coque dans sa coquille, après cuisson. Cet objet se pose sur une soucoupe assortie (appelée ramasse coques) ou dans l'assiette.

## Histoire

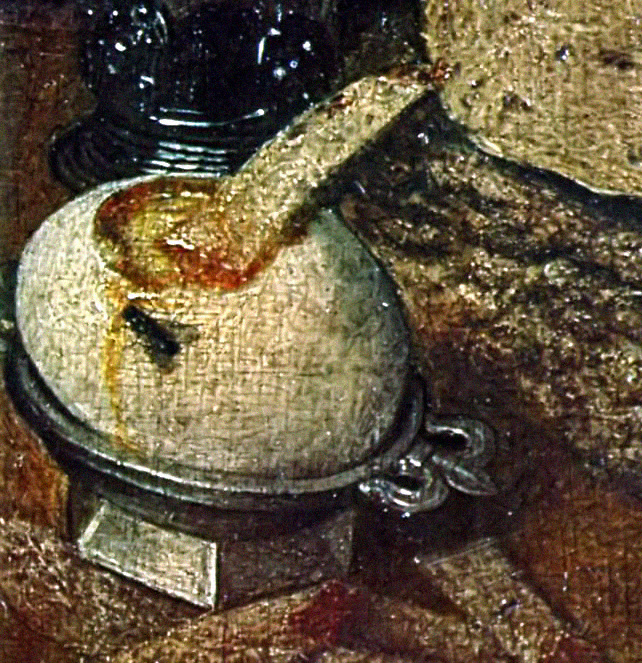
Peinture d'un coquetier en 1630

Des coquetiers sont connus dans les restes archéologiques depuis au moins l'époque minoéenne, mais ils seraient devenus communs dans l'Europe occidentale à partir du XVe siècle.
Au Moyen Âge, il s'appelle un « ovier » qui se présente sous la forme d'un plateau sur pied creusé d'alvéoles et muni d'un couvercle. Il acquiert sa forme actuelle vers 1520 : petit godet reposant sur un pied, le plus souvent en bois, porcelaine, faïence.

## Collection
En raison de la diversité des modèles et des matériaux (métal, bois, faïence, porcelaine, céramique, verre, plastique,…), le coquetier est également devenu un objet de collection. La passion de la collection de coquetiers est la « coquetiphilie » et le collectionneur de coquetiers est appelé « coquetiphile ».

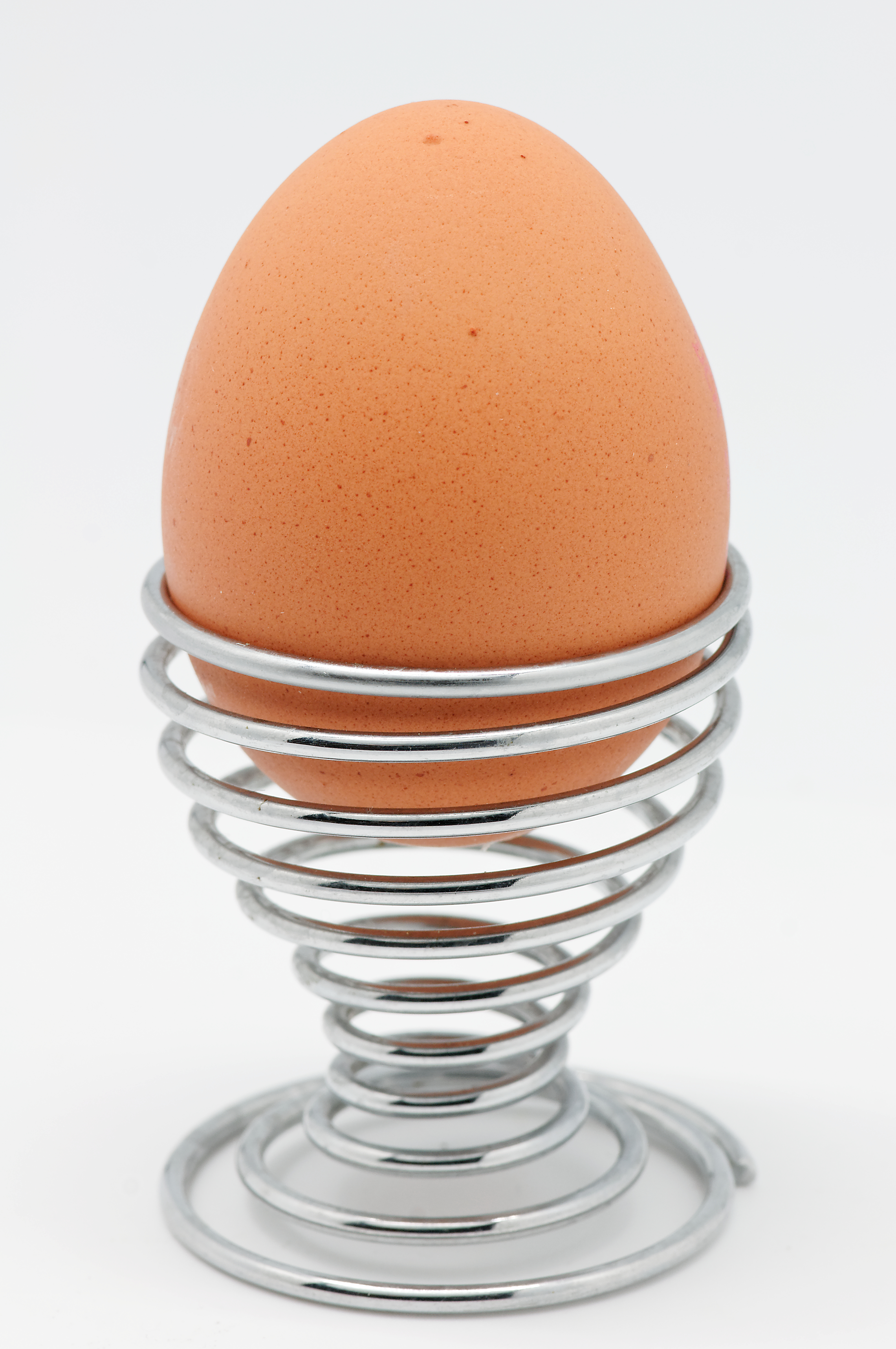
en inox
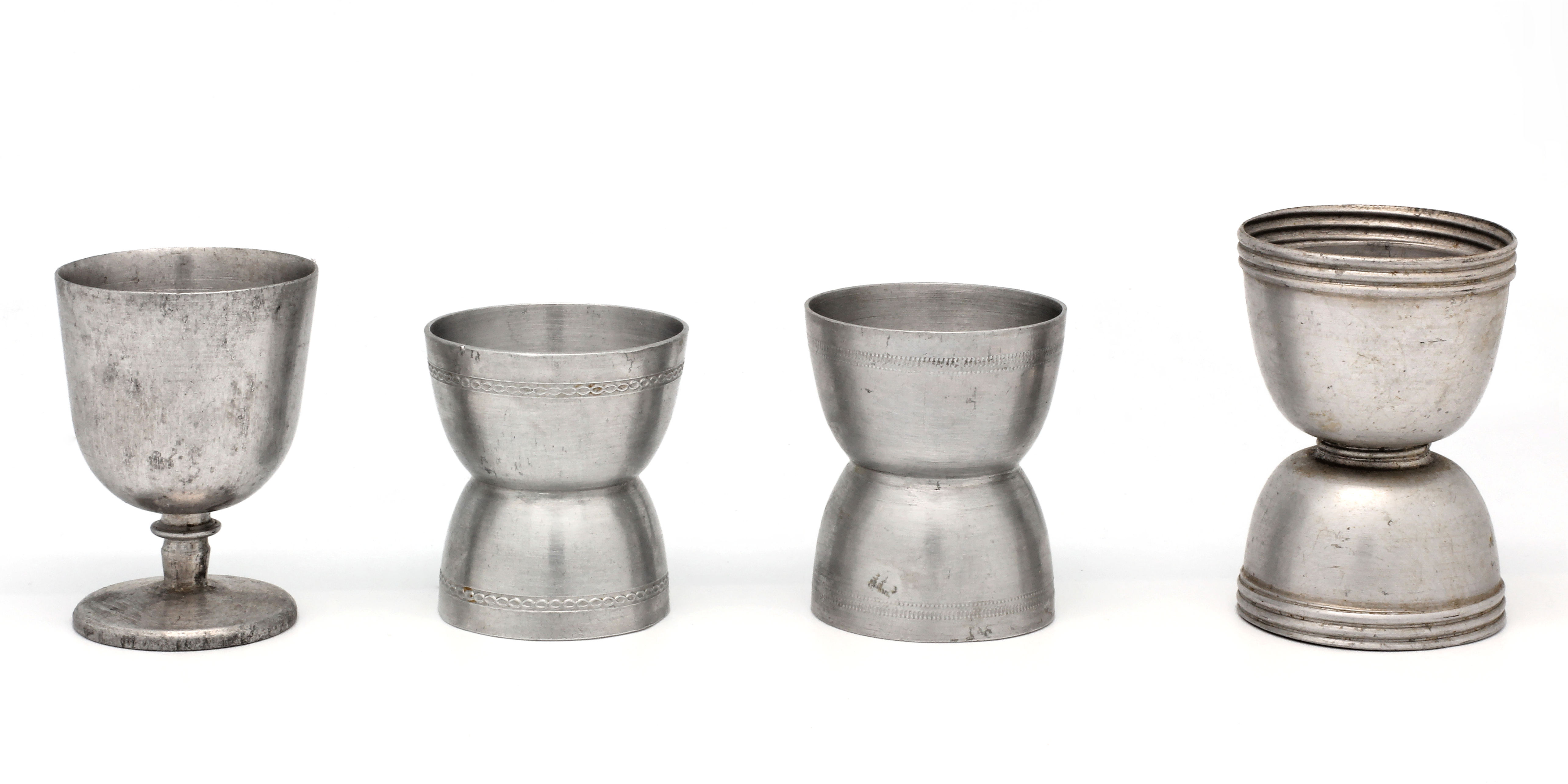
en aluminium
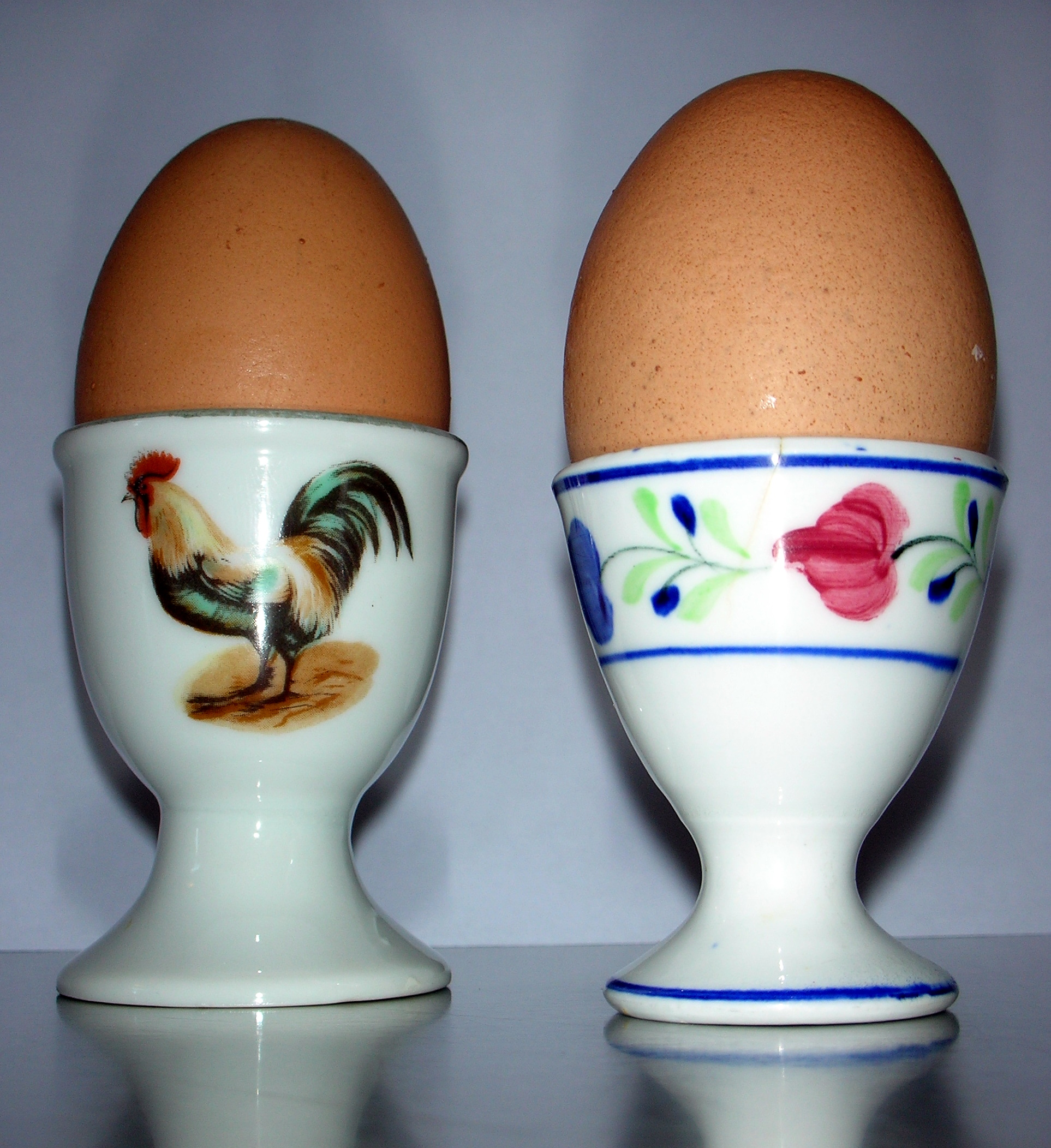
en céramique
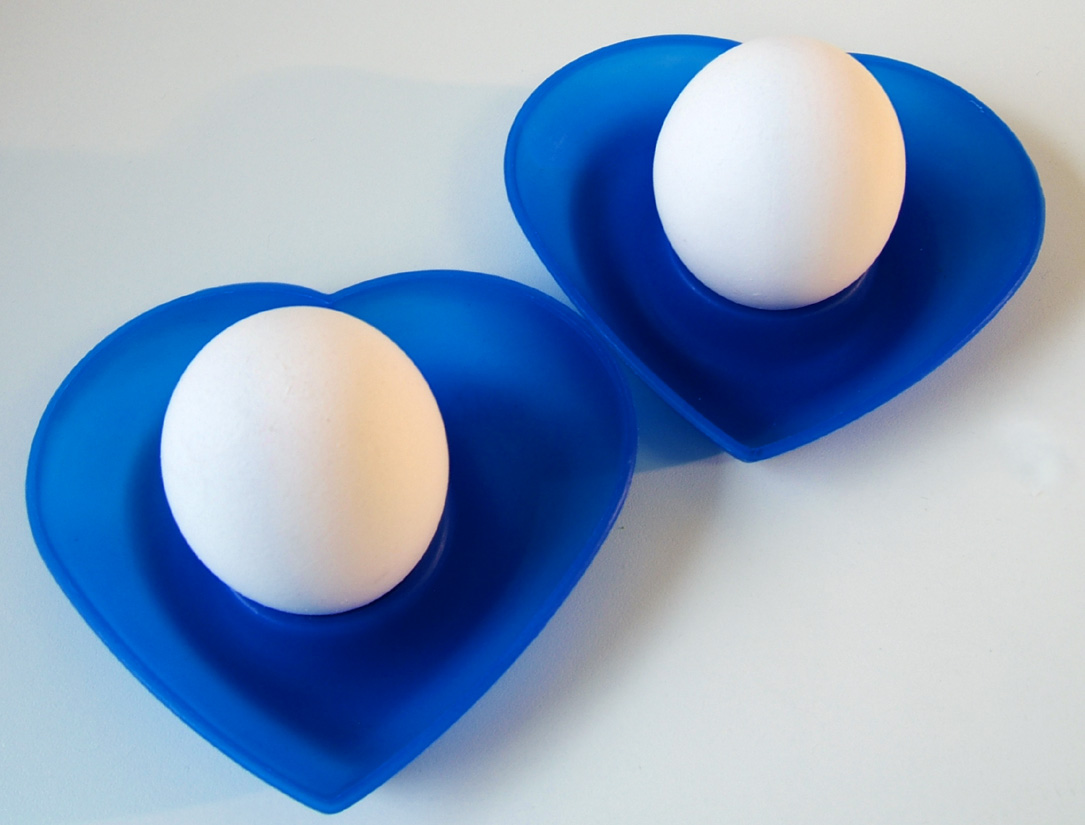
en plastique